# الویک (کانتی دورام)
الویک (به انگلیسی: Elwick) یک روستا، شهرک و محله مدنی در بریتانیا است که در Hartlepool واقع شده‌است. الویک ۱٬۰۰۱ نفر جمعیت دارد.